# Panicum oligosanthes
Panicum oligosanthes är en gräsart som beskrevs av Schult.. Panicum oligosanthes ingår i släktet vipphirser, och familjen gräs. Inga underarter finns listade i Catalogue of Life.

## Bildgalleri

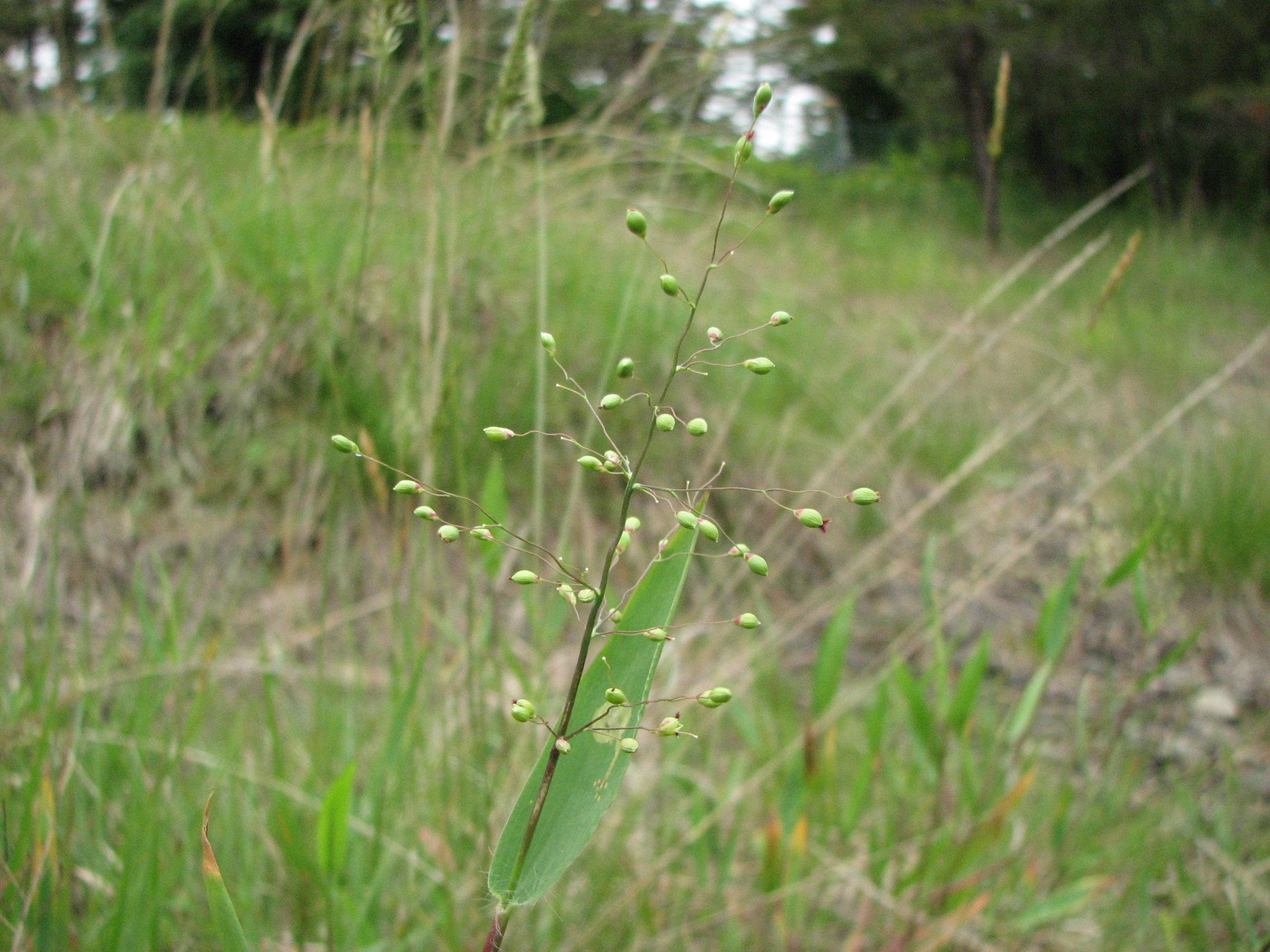